# جاده ئی۴۳ اروپا

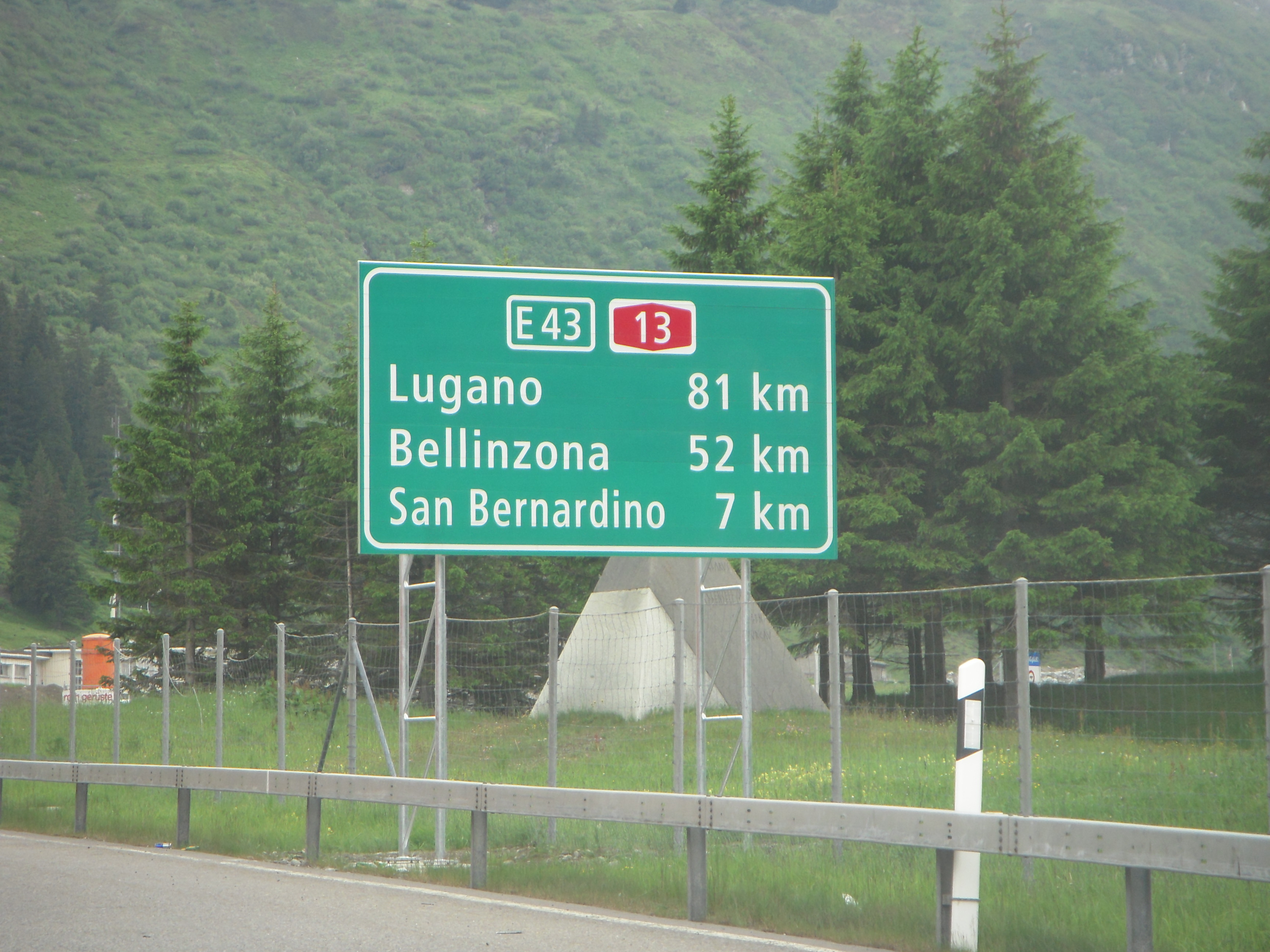
جاده ئی۴۳ اروپا در سوئیس

جاده ئی۴۳ اروپا (به انگلیسی: European route E43) یکی از جاده‌های اصلی قاره اروپا است.
این جاده که از شهر بلانزونا (سوئیس) شروع شده، در شهر وورتسبورگ (آلمان) به پایان میرسد و مسافت آن ۵۳۰ کیلومتر است.